# سینکاپی فیلمز
سینکاپی فیلمز (به انگلیسی: Syncopy Films Inc) یک شرکت تولید فیلم بریتانیایی است، که توسط کریستوفر نولان و اما توماس تأسیس شد.

## تاریخچه
کریستوفر نولان به همراه Legendary Pictures فیلم‌های Batman Begins (2005), The Prestige (2006), The Dark Knight (2008), Inception (2010), The Dark Knight Rises (2012) Interstellar (2014), Quay (2015), Dunkirk(2017) را برای Warner Bros. Pictures ساختند، همگی به کارگردانی کریستوفر نولان.

### فیلم‌های سینمایی
| سال                   | اسم                    | کارگردان       | شرکت تولیدی                     | پخش کننده            | باکس آفیس          | مرجع  |
| --------------------- | ---------------------- | -------------- | ------------------------------- | -------------------- | ------------------ | ----- |
| ۲۰۰۵                  | بتمن آغاز می‌کند        | کریستوفر نولان | لجندری پیکچرز، دی سی کامیکس     | برادران وارنر پیکچرز | ۳۷۴٫۳ میلیون دلار  | [ ۱ ] |
| ۲۰۰۶                  | پرستیژ                 | کریستوفر نولان | تاچ‌استون پیکچرز، نیومارکت فیلمز | برادران وارنر پیکچرز | ۱۰۹٫۷ میلیون دلار  | [ ۱ ] |
| ۲۰۰۸                  | شوالیه تاریکی          | کریستوفر نولان | لجندری پیکچرز، دی سی کامیکس     | برادران وارنر پیکچرز | ۱٫۰۰۵ میلیارد دلار | [ ۱ ] |
| ۲۰۱۰                  | تلقین                  | کریستوفر نولان | لجندری پیکچرز                   | برادران وارنر پیکچرز | ۸۲۵٫۶ میلیون دلار  | [ ۱ ] |
| ۲۰۱۲                  | شوالیه تاریکی برمی‌خیزد | کریستوفر نولان | لجندری پیکچرز، دی سی کامیکس     | برادران وارنر پیکچرز | ۱٫۰۸ میلیارد دلار  | [ ۱ ] |
| ۲۰۱۳                  | مرد پولادین            | زک اسنایدر     | لجندری پیکچرز، دی سی کامیکس     | برادران وارنر پیکچرز | ۶۶۸ میلیون دلار    | [ ۱ ] |
| ۲۰۱۴                  | میان ستاره ای          | کریستوفر نولان | لجندری پیکچرز، لیندا اوبست      | برادران وارنر پیکچرز | ۶۷۲ میلیون دلار    | [ ۱ ] |
| ۲۰۱۷                  | دانکرک                 | کریستوفر نولان | رت‌پک انترتینمنت                 | کریستوفر نولان       | ۵۲۶ میلیون دلار    | [ ۱ ] |
| ۲۰۲۰                  | انگاشته                | کریستوفر نولان |                                 | کریستوفر نولان       |                    | [ ۱ ] |
| ۲۰۲۳                  | اوپنهایمر              | کریستوفر نولان |                                 | یونیورسال پیکچرز     |                    |       |
| جمع: ۵٫۳ میلیارد دلار |                        |                |                                 |                      |                    |       |